# Loch an Lagain

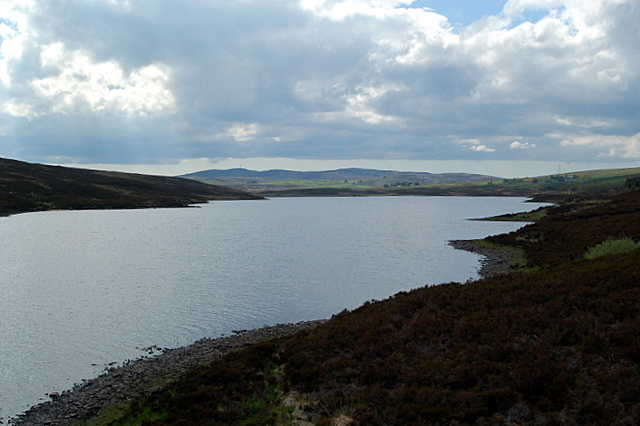
Blick von Süden auf den See.

Der Loch an Lagain ist ein See (Loch), der in der Region Highland im Norden von Schottland liegt. Seinen Hauptzufluss von Nordwesten bildet der An Uidh, der vom Loch Laro kommt. Er entwässert in südöstlicher Richtung über den River Evelix zum Dornoch Firth. In Bezug auf die traditionellen Grafschaften zählt er zu Sutherland. Der See hat die Form eines langgestreckten Dreieckes. Bei einer Länge von etwa anderthalb Kilometern beträgt seine Breite bis zu rund 300 Metern. Die Ufer des Sees sind unbewohnt, die nächste Ortschaft bildet das etwa sechs Kilometer entfernte Bonar Bridge.